# Nathan Dawe
Nathan Dawe (Burton upon Trent, Reino Unido, 25 de mayo de 1994), es un DJ y productor británico. En 2020, lanzó su sencillo «Lighter» con KSI, que alcanzó el número 3 en la lista de sencillos del Reino Unido.

## Primeros años
Nathan Dawe nació en Burton upon Trent, Inglaterra el 25 de mayo de 1994, y asistió al Blessed Robert Sutton Catholic Sports College. Comenzó a pinchar cuando tenía nueve años. Consiguió sus primeros seguidores al lanzar mezclas en Soundcloud. En lugar de lanzar las mezclas habituales específicas de género, lanzó mezclas mashup de múltiples géneros que cubren todo, desde música house hasta hip-hop, reggae, bassline y pop. 

## Carrera
Nathan fue el primer DJ sin un programa de radio o sencillo que vendió su propio concierto en el O2. Su sencillo debut, «Cheatin», basado en una muestra no acreditada de «It's Over Now» de Deborah Cox, se lanzó en agosto de 2018 y alcanzó el puesto 94 en la lista de sencillos del Reino Unido.
En mayo de 2019, lanzó el «Repeat After Me», con la voz de Melissa Steel. Lanzó el sencillo «Flowers» en octubre de ese año, con la voz de Malika y la voz acreditada del rapero Jaykae. «Flowers» alcanzó el puesto número 12 en la lista de sencillos del Reino Unido.
El 24 de julio de 2020, lanzó su canción «Lighter», en colaboración con el YouTuber británico KSI y la cantante Ella Henderson. Después de alcanzar posiciones en la lista de sencillos del Reino Unido, firmó con Warner/Chappell Music. El 25 de noviembre de ese año, lanzó como sencillo el tema «No Time for Tears» en colaboración con Little Mix, a través de RCA UK y Warner Music. La pista alcanzó el puesto 53 en la lista de sencillos del Reino Unido.

## Discografía

### Sencillos
| Año  | Sencillo                             | Posiciones en listas | Posiciones en listas | Posiciones en listas | Posiciones en listas | Posiciones en listas | Posiciones en listas | Posiciones en listas | Posiciones en listas | Posiciones en listas | Posiciones en listas | Certificaciones | Álbum     |
| Año  | Sencillo                             | UK                   | UK Dance             | IRE                  | HUN                  | CZE                  | LAT                  | NZ Hot               | BEL Dance            | US Dance             | ESC                  | Certificaciones | Álbum     |
| ---- | ------------------------------------ | -------------------- | -------------------- | -------------------- | -------------------- | -------------------- | -------------------- | -------------------- | -------------------- | -------------------- | -------------------- | --------------- | --------- |
| 2018 | «Cheatin»                            | 94                   | —                    | —                    | —                    | —                    | —                    | —                    | —                    | —                    | —                    | - BPI: Plata    | Sin álbum |
| 2019 | «Repeat After Me» (con Melissa Stee) | —                    | —                    | —                    | —                    | —                    | —                    | —                    | —                    | —                    | —                    |                 | Sin álbum |
| 2019 | «Flowers» (con Jaykae)               | 12                   | 1                    | 14                   | —                    | —                    | —                    | —                    | —                    | —                    | 11                   | - BPI: Platino  | Sin álbum |
| 2020 | «Lighter»» (con KSI)                 | 3                    | 2                    | 8                    | 15                   | 37                   | 42                   | 17                   | 48                   | 18                   | 1                    | - BPI: Oro      | Sin álbum |
| 2020 | «No Time for Tears» (con Little Mix) | 53                   | —                    | —                    | —                    | —                    | —                    | —                    | —                    | 22                   | —                    |                 | Confetti  |